# Вижеґа
Вижеґа (пол. Wyżega) — село в Польщі, у гміні Лисе Остроленцького повіту Мазовецького воєводства.
Населення — 86 осіб (2011).
У 1975-1998 роках село належало до Остроленцького воєводства.

## Демографія
Демографічна структура станом на 31 березня 2011 року:
|          | Загалом | Допрацездатний вік | Працездатний вік | Постпрацездатний вік |
| -------- | ------- | ------------------ | ---------------- | -------------------- |
| Чоловіки | 40      | 8                  | 26               | 6                    |
| Жінки    | 46      | 16                 | 17               | 13                   |
| Разом    | 86      | 24                 | 43               | 19                   |